# Spatholirion longifolium
Spatholirion longifolium är en himmelsblomsväxtart som först beskrevs av François Gagnepain, och fick sitt nu gällande namn av Stephen Troyte Dunn. Spatholirion longifolium ingår i släktet Spatholirion och familjen himmelsblomsväxter. Inga underarter finns listade.